# Mike Comrie
Michael William "Mike" Comrie, född 11 september 1980 i Edmonton, Alberta, är en kanadensisk före detta professionell ishockeyspelare. Comrie var en snabb center och spelade för NHL-lagen Edmonton Oilers, Philadelphia Flyers, Phoenix Coyotes, Ottawa Senators, New York Islanders och Pittsburgh Penguins. Comries styrkor som ishockeyspelare var hans snabbhet och spelskicklighet; hans svaghet var att han var relativt liten med NHL-mått mätt, "endast" 178 cm lång och 84 kg tung.
Comrie debuterade i NHL med Edmonton Oilers säsongen 2000–01 och gjorde 22 poäng på 41 matcher. Sin andra säsong var han en av lagets bästa forwards och gjorde 33 mål och 27 assist på 82 matcher. Comrie blev under sin tid i Oilers en favorit bland fansen, till stor del beroende på att han är född i Edmonton och sågs som en "bygdens hjälte". Men när han hamnade i ekonomisk konflikt med klubben, samtidigt som han uttalade sig negativt om laget och staden, vände sig fansen istället emot honom. Under säsongen 2002–03, då han strejkade ett antal matcher, buade Oilersfansen när Comrie hade pucken. 2003 blev Comrie skickad till Philadelphia Flyers i utbyte mot Jeff Woywitka, ett förstarundsval i NHL-draften 2004 och ett tredjerundsval i draften 2005.
Comrie spelade endast 21 matcher i Flyers, innan han blev bortbytt till Phoenix Coyotes för Sean Burke, Branko Radivojevic och Ben Eager.
Säsongen 2004–05, då NHL ställdes in på grund av en arbetsmarknadskonflikt, spelade Comrie i Färjestad BK i Elitserien. Han gjorde ett mål och sex assist på tio matcher.
När NHL startade igen spelade Comrie för Phoenix Coyotes och gjorde 30 mål och 30 assist på 80 matcher säsongen 2005–06. Säsongen därpå blev han bortbytt till Ottawa Senators som behövde förstärkning på centerpositionen. Comrie gjorde 25 poäng på 41 matcher i grundserien, och i slutspelet tog sig laget till Stanley Cup-final, som man dock förlorade. Sommaren efteråt blev Comrie free agent.
Inför säsongen 2007–08 skrev Comrie på för New York Islanders. I ett relativt svagt Islanders spelade Comrie som förstecenter, och gjorde 21 mål och 28 assist på 76 matcher.
Comries bästa säsonger poängmässigt i NHL är 2001–02 och 2005–06 då han gjorde 60 poäng. Under den förstnämnda gjorde han 33 mål, vilket är personligt rekord.
Mike Comrie förlovade sig med skådespelerskan och sångerskan Hilary Duff den 19 februari 2010 efter att ha varit tillsammans med henne sedan 2007. De gifte sig den 14 augusti 2010 i Santa Barbara i södra Kalifornien. De har sonen Luca, född 2012. Comrie och Duff skilde sig i februari 2016. Han är bror till ishockeyspelarna Eric Comrie och Paul Comrie som spelar respektive spelat i NHL..

## Statistik
| 1995–96    | Edmonton Canadians     | AMBHL      | 33  | 51  | 52  | 103 | —   | —  | — | — | —  | —  |
| 1996–97    | St. Albert Saints      | AJHL       | 63  | 37  | 41  | 78  | 44  | —  | — | — | —  | —  |
| 1997–98    | St. Albert Saints      | AJHL       | 58  | 60  | 78  | 138 | 134 | —  | — | — | —  | —  |
| 1998–99    | University of Michigan | CCHA       | 42  | 19  | 25  | 44  | 38  | —  | — | — | —  | —  |
| 1999–00    | University of Michigan | CCHA       | 40  | 24  | 35  | 59  | 95  | —  | — | — | —  | —  |
| 2000–01    | Kootenay Ice           | WHL        | 37  | 39  | 40  | 79  | 79  | —  | — | — | —  | —  |
| 2000–01    | Edmonton Oilers        | NHL        | 41  | 8   | 14  | 22  | 14  | 6  | 1 | 2 | 3  | 0  |
| 2001–02    | Edmonton Oilers        | NHL        | 82  | 33  | 27  | 60  | 45  | —  | — | — | —  | —  |
| 2002–03    | Edmonton Oilers        | NHL        | 69  | 20  | 31  | 51  | 90  | 6  | 1 | 0 | 1  | 10 |
| 2003–04    | Philadelphia Flyers    | NHL        | 21  | 4   | 5   | 9   | 12  | —  | — | — | —  | —  |
| 2003–04    | Phoenix Coyotes        | NHL        | 28  | 8   | 7   | 15  | 16  | —  | — | — | —  | —  |
| 2004–05    | Färjestad BK           | Elitserien | 10  | 1   | 6   | 7   | 10  | —  | — | — | —  | —  |
| 2005–06    | Phoenix Coyotes        | NHL        | 80  | 30  | 30  | 60  | 55  | —  | — | — | —  | —  |
| 2006–07    | Phoenix Coyotes        | NHL        | 24  | 7   | 13  | 20  | 20  | —  | — | — | —  | —  |
| 2006–07    | Ottawa Senators        | NHL        | 41  | 13  | 12  | 25  | 24  | 15 | 2 | 3 | 5  | 15 |
| 2007–08    | New York Islanders     | NHL        | 76  | 21  | 28  | 49  | 87  | —  | — | — | —  | —  |
| 2008–09    | New York Islanders     | NHL        | 41  | 7   | 13  | 20  | 26  | —  | — | — | —  | —  |
| 2008–09    | Ottawa Senators        | NHL        | 22  | 3   | 4   | 7   | 6   | —  | — | — | —  | —  |
| 2009–10    | Edmonton Oilers        | NHL        | 43  | 13  | 8   | 21  | 30  | —  | — | — | —  | —  |
| 2010–11    | Pittsburgh Penguins    | NHL        | 21  | 1   | 5   | 6   | 18  | —  | — | — | —  | —  |
| NHL totalt | NHL totalt             | NHL totalt | 589 | 168 | 197 | 365 | 443 | 32 | 4 | 6 | 10 | 27 |